# Rajiv Malhotra
Rajiv Malhotra (né le 15 septembre 1950)   est un chercheur, écrivain et un intellectuel public indien-américain.

## Biographie
Diplômé en Informatique et physique du Collège Saint-Étienne de Delhi, il part étudier aux États-Unis.
Il s'intéresse aux civilisations, aux échanges interculturels, aux religions et aux sciences. 
Après avoir travaillé à différents endroits, en 1995 il fonde de la fondation Infinity Foundation à Princeton dans le New Jersey. La fondation a pour ambition de créer l'harmonie entre les cultures.
Rajiv Malhotra   a organisé et tenu de nombreuses conférences et événements académiques au sujet des défis et des opportunités venus des échanges en plein développement entre les civilisations occidentales et orientales.

## Publications
- (en) Rajiv Malhotra, Globalization, pre modern India, chapitre=India and Globalization, Daya Books, 2005 (ISBN 978-8189233198)
- (en) Rajiv Malhotra, The axis of neo-colonialism, vol. 11, Indian Journals, 2007 (ISSN 0971-8052, lire en ligne)
- (en) Rajiv Malhotra, The Challenge of Eurocentrism: Global Perspectives, Policy, and Prospects, Palgrave Macmillan, 2009 (ISBN 978-0-230-61227-3), « American Exceptionalism and the Myth of the Frontiers »
- (en) Rajiv Malhotra, Aravindan Neelakandan, Breaking India: Western Interventions in Dravidian and Dalit Faultlines, Amaryllis, 2011 (ISBN 978-8191067378)
- (en) Rajiv Malhotra, Being Different - An Indian Challenge to Western Universalism, Harper Collins, 2011 (ISBN 978-9350291900)